# Mexico (뵈제 옹켈츠의 음반)
Mexico는 1985년에 발매된 독일 하드록 밴드 뵈제 옹켈츠의 EP 앨범이자 정규 3집이다. 록-오-라마 레코드(de)에서 발매되었으며 약 8천 장이 판매되었다.

## 제작배경
이 앨범은 2005년 사망한 헤르베르트 에골트(Herbert Egold)가 사장으로 있던 록-오-라마(Rock-O-Rama) 레이블에서 발매한 마지막 앨범이다. 해당 레이블이 네오나치 레이블을 표방하기 시작하자, 밴드는 이 레이블과 계속 일하는 것에 흥미를 잃었고, 에골트도 뵈제 옹켈츠에 대해 녹음비용이나 계약기간동안 발매한 앨범들에 대한 금액을 지불하지 않았다. 이러한 이유로 밴드는 앨범을 최대한 빨리 발매하기로 하였기 때문에 LP에는 여섯 곡 만이 수록되어 있다.

## 수록곡
| # | 곡목                     | 런닝타임 |
| - | ------------------------ | -------- |
| 1 | Mexico                   | 4:14     |
| 2 | Das Tier in mir          | 4:10     |
| 3 | Stolz (schnelle Version) | 2:42     |
| 4 | Stöckel & Strapse        | 3:08     |
| 5 | In jedem Arm 'ne...      | 4:26     |
| 6 | Gesetze der Straße       | 4:02     |

## 수록곡에 대한 설명
Mexico
이 곡은 1986년 멕시코 월드컵 응원가이다. 1집 Der nette Mann의 수록곡인 Frankreich '84와 Fußball + Gewalt와 같은 곡들과 같이 축구와 폭력에 대한 내용이 아니라 독일팀의 승리와 그에 대한 즐거움을 노래핬다. 술 또한 이 곡에서 중요한 역할을 한다. 이 곡은 마지막 축구응원가이며, 폭넓은 인기를 구가하는 곡이다.
In jedem Arm 'ne...
이 곡은 GEMA(de) 에 의해서 재발매되었을 때는 In jedem Arm 'ne Frau'란 제목으로 바뀌었다.